# Rait Ärm
Rait Ärm (Saku, 13 maart 2000) is een Estisch wielrenner die anno 2024 rijdt voor Van Rysel-Roubaix.

## Carrière
Ärm is van jongs af aan actief bij verschillende wielerdisciplines. Bij het veldrijden behaalde hij ereplaatsen in 2018 en 2019 bij de nationale wedstrijden. In 2021 werd hij nationaal kampioen veldrijden, hij werd in 2022 tweede achter Frank Aron Ragilo. Bij het baanwielrennen behaalde Ärm in 2020 zijn grootste resultaat, hij won hier bij de nationale wedstrijd op het omnium. 
Ärm koerst sinds 2019 ook op de weg. Gelijk in 2019 werd hij knap derde bij het Europees kampioenschap wielrennen 2019, achter Alberto Dainese en Niklas Larsen. In het daaropvolgende seizoen koerste hij bij Tartu 2024-Balticchaincycling.com, destijds een nieuwe Estische wielerploeg. Hij werd in datzelfde jaar Estisch kampioen tijdrijden. In 2021 en 2022 mocht hij koersen bij de opleidingsploeg van Groupama-FDJ, hij behaalde wederom knappe resultaten in de Baltic Chain Tour en hij won de Grote Prijs van de Somme. Echter kreeg hij daar geen nieuw contract aangeboden. Sinds 2023 rijdt hij wederom voor een Franse ploeg, ditmaal Go Sport-Roubaix Lille Métropole.

## Palmares

### Wegwielrennen
2019
 Estisch kampioenschap op de weg, beloften
 Europese kampioenschap op de weg, beloften
2020
2e etappe Baltic Chain Tour
Jongerenklassement Baltic Chain Tour
 Estisch kampioenschap tijdrijden, elite
2021
 Estisch kampioenschap op de weg, beloften
2022
1e etappe Baltic Chain Tour*
Eind- en jongerenklassement Baltic Chain Tour
Grote Prijs van de Somme
2023
Grand Prix de la ville de Pérenchies
1e etappe Baltic Chain Tour*
Eindklassement Baltic Chain Tour
*Namens Estland

### Veldrijden
2018
 Estisch kampioenschap, junioren
2019
 Estisch kampioenschap, beloften
2021
 Estisch kampioenschap, elite
2022
 Estisch kampioenschap, elite

### Baanwielrennen
2020
 Estisch kampioenschap, omnium

## Ploegen
- 2020 –  Tartu 2024-Balticchaincycling.com
- 2021 –  Equipe continentale Groupama-FDJ
- 2022 –  Equipe continentale Groupama-FDJ
- 2023 –  Go Sport-Roubaix Lille Métropole
- 2024 –  Van Rysel-Roubaix